# Szymsia Bajour
Szymsia Bajour (4 de abril de 1928, Nasierowo Górne, Polonia-8 de febrero de 2005, Buenos Aires, Argentina) fue un violinista polaco-argentino de destacada trayectoria en la música clásica y popular en repertorio de tango donde se lo conoció como Simón Bajour.

## Biografía
Inició sus estudios en el Conservatorio Nacional de Varsovia y en 1937 se afincó en Argentina, realizando su perfeccionamiento con David Óistraj en Moscú en 1963 y anteriormente con Ljerko Spiller en Buenos Aires. 
Integró el primer quinteto de Astor Piazzolla junto a Jaime Gosis, Kicho Díaz y Horacio Malvicino grabando la primera versión de Adiós Nonino. Fue el primer violín de Los Solistas de Buenos Aires además de las orquestas de tango de Osvaldo Pugliese, Carlos Di Sarli, Atilio Stampone, Leopoldo Federico y Miguel Caló.
Se inició en la Orquesta Sinfónica Nacional y fue durante una década primer violín de la Orquesta Estable del Teatro Colón. Trabajó en la Orquesta Sinfónica de La Habana entre 1961-67 y luego con la Orquesta de Jóvenes Músicos de la Argentina, Universidad Nacional de San Juan, Filarmónica de las Américas, la Sinfónica del Estado de México y de la Universidad Nacional de Veracruz donde se exilió entre 1976 y 1980.
Entre 1983-1992 formó el dúo de cámara Bajour-Antognazzi, interpretando el ciclo completo de las Sonatas de Beethoven para violín y piano y un CD con obras de Edvard Grieg para el sello CD Radio Clásica.
Se destacó como maestro de violinistas como Daniel Zisman, Alejandro Rutkauskas, Pablo Agri, Pablo Saraví, Luis Favero, Rafael Gintoli y Olga Pinchuk.
En el año 2009 le fue otorgado el Premio Konex póstumo.
Se casó en 1950 con Totona, con quien tuvo dos hijos, Cecilia y Claudio. Tuvo dos hijos más de un matrimonio anterior.